# Hypolycaena alcestis
Hypolycaena alcestis is een vlinder uit de familie van de Lycaenidae. De wetenschappelijke naam van de soort werd als Thecla alcestis in 1889 gepubliceerd door Grose-Smith.